# Dolní Ředice
Dolní Ředice là một làng thuộc huyện Pardubice, vùng Pardubický, Cộng hòa Séc.